# Кіока Футаба
Кіока Футаба (яп. 木岡 二葉; нар. 22 листопада 1965) — японська футболістка. Вона грала за збірну Японії.

## Клубна кар'єра
У 1978 році приєдналася до «Сімідзудайнаті». В 1989 році вона переїхала в «Судзуйо Сімідзу ФК Лавелі». Наприкінці сезону 1996 року вона пішла на пенсію.

## Виступи за збірну
У червні 1981 року, її викликали до національної збірної Японії на чемпіонат Азії 1981 року. На цьому турнірі, 7 червня, вона дебютувала в збірній у поєдинку проти Китайського Тайбею. У складі японської збірної учасниця жіночого чемпіонату світу 1991 та 1995 років та Літніх олімпійських ігор 1996 року. З 1981 по 1996 рік зіграла 75 матчів та відзначилася 30-а голами в національній збірній.

## Статистика виступів
| Збірна Японії | Збірна Японії | Збірна Японії |
| Рік           | Матчі         | Голи          |
| ------------- | ------------- | ------------- |
| 1981          | 5             | 0             |
| 1982          | 0             | 0             |
| 1983          | 0             | 0             |
| 1984          | 3             | 1             |
| 1985          | 0             | 0             |
| 1986          | 13            | 7             |
| 1987          | 4             | 1             |
| 1988          | 3             | 0             |
| 1989          | 10            | 9             |
| 1990          | 7             | 7             |
| 1991          | 6             | 1             |
| 1992          | 0             | 0             |
| 1993          | 5             | 2             |
| 1994          | 5             | 1             |
| 1995          | 9             | 0             |
| 1996          | 5             | 1             |
| Загалом       | 75            | 30            |